# Cucina dell'Alto Mantovano
La cucina dell'Alto Mantovano è il risultato del connubio fra l'arte culinaria mantovana e le tradizioni dell'area collinare morenica, dove i salumi, le paste ripiene, le carni e i dolci trovano la perfetta complicità dei profumati e cristallini vini dei colli morenici, tanto che l'agroalimentare è senz'altro un punto di forza dell'economia altomantovana.
I prodotti tipici sono il risultato di una lunga elaborazione che ha cercato di trarre il massimo da ciò che il territorio offre, affinandosi, adattandosi ed evolvendosi.
Essi sono per questo la tangibile eredità di una cultura contadina non scritta ma complessa e ricca. Alcuni di essi hanno conquistato notorietà; altri si trovano in una posizione intermedia, con produzioni che potrebbero aumentare, e altri ancora sono noti e apprezzati in ambito locale, con produzione limitata.

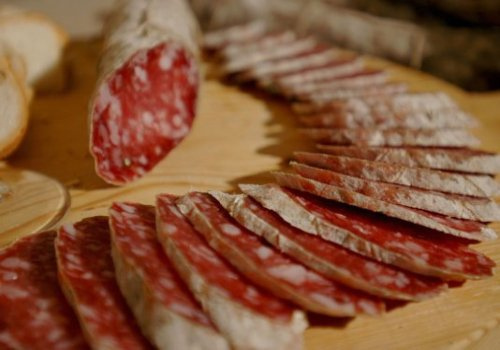
Salame mantovano

La cucina popolare, pur nella stagionalità delle risorse, sapeva offrire, e in parte offre ancora oggi, una grande varietà di piatti, talvolta anche molto elaborati, frutto della fatica soprattutto delle donne e parte essenziale della loro formazione culturale. Buona parte di essi sono sopravvissuti fino ad oggi, pur con nomi diversi o con ingredienti variati.
Tortelli di zucca, agnolini, da sempre fatti a mano con ripieno di carne di manzo, tagliatelle con ragù vari, rappresentano una serie di primi piatti di grande impatto sul gusto per il loro sapore, talvolta delicato, talvolta deciso.
Pilastro della tavola è però il maiale, di cui non si butta nulla; esso fornisce la carne per la realizzazione di prodotti insaccati molto caratterizzati: salame mantovano di grande qualità, con o senza aglio, salamella, pancetta, cotechino e prosciutto crudo mantovano sono le punte di diamante della lavorazione locale del maiale, favorita dalla folta presenza di allevamenti suinicoli.
Proprio per essere di popolo questo tipo di arte culinaria si segnala anche per l'utilizzo delle erbe selvatiche. Cucinare significa infatti anche rendere commestibile e appetibile anche quello che non sembrerebbe proprio da mangiare.
Degna di nota è la produzìone del formaggio Grana Padano, diffusa in tutta la zona. Essa costituisce un comparto importante di tutta l'economia altomantovana. Ma l'eccellenza di questo formaggio va al di là della valenza economica, proprio in relazione al fatto che diventa elemento fondamentale della gastronomia. Da ricordare il Grana Padano dei Prati Stabili, formaggio prodotto dalle latterie sociali numerose nella zona di Goito.
Anche il vino sta sempre più diventando prodotto di alta qualità. Il settore di produzione di vini DOCG è rappresentato dalle colline moreniche del Garda, ove si producono merlot, pinot-chardonnay, cabernet-sauvignon, pinot bianco e grigio e chiaretto.
In dettaglio, i piatti tipici prodotti nel territorio dell'Alto Mantovano sono:

## Primi piatti

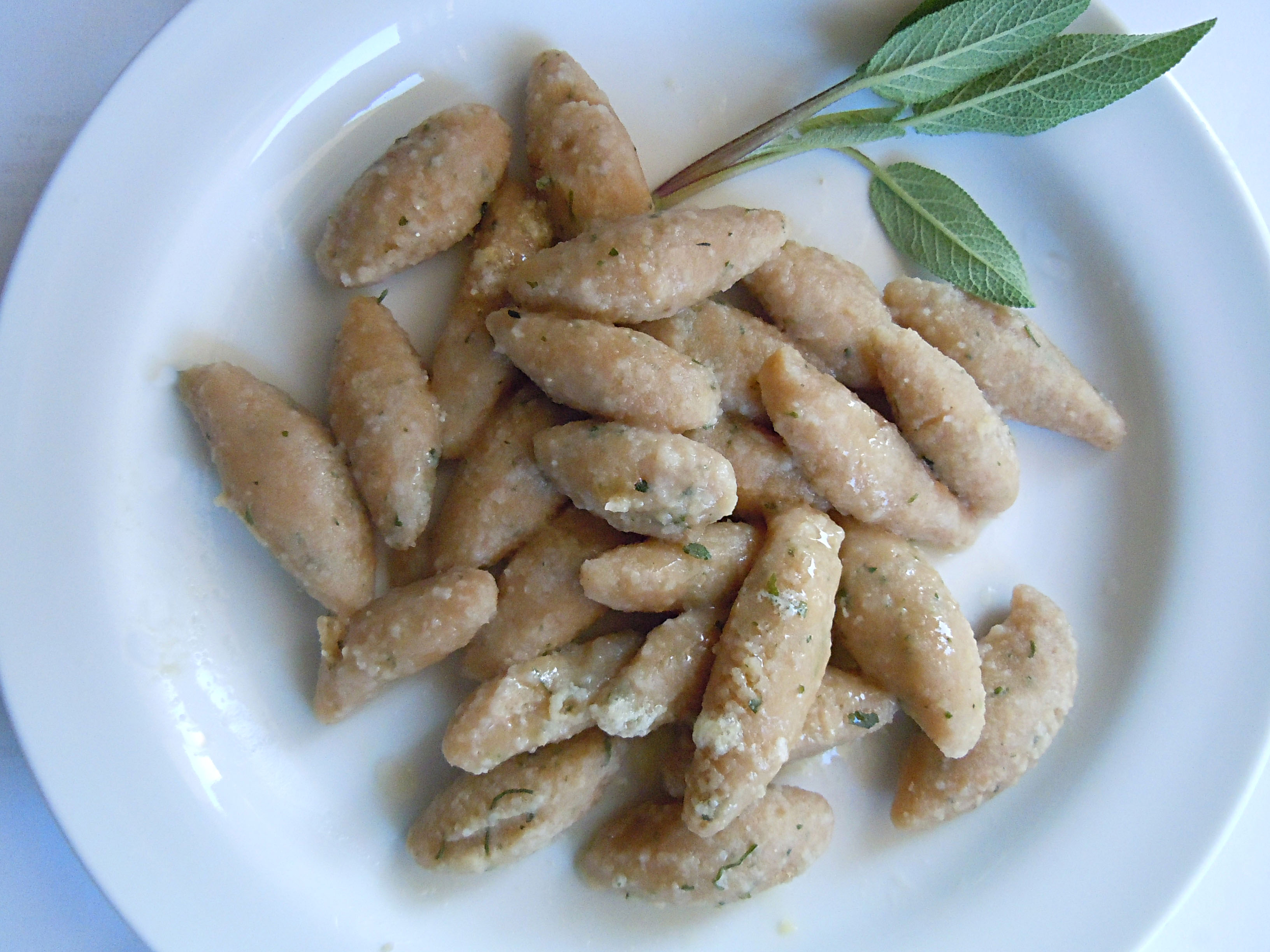
Capunsei mantovani

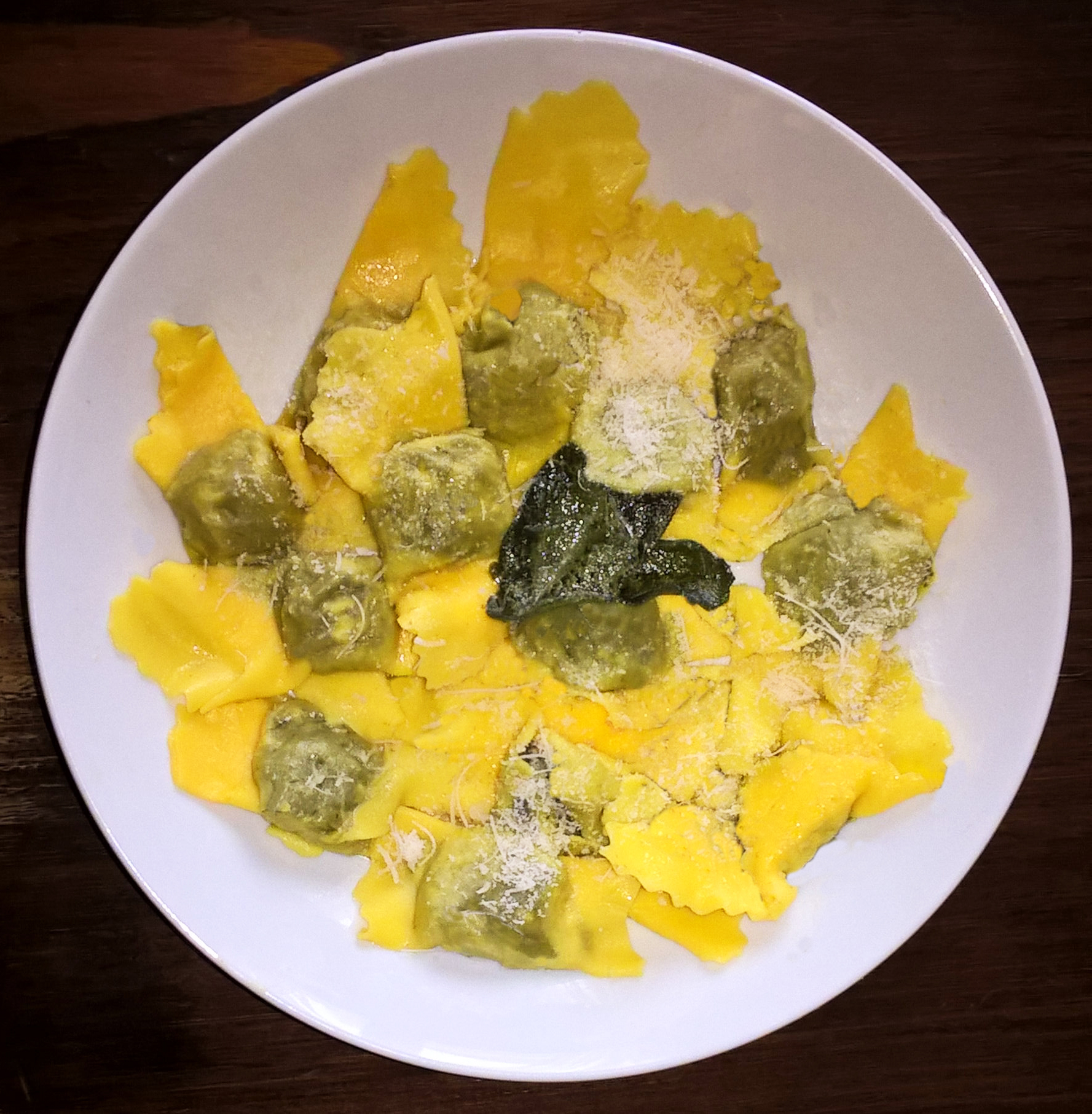
Tortello amaro di Castel Goffredo

Tutte le paste della cucina dell'Alto Mantovano devono la loro affermazione alla semplicità delle ricette, che pretendono prodotti genuini ed essenziali ingredienti naturali. Le paste erano soprattutto in passato comuni nel vitto quotidiano, fra queste:
- le fuiàde, ossia le tagliatelle. Secondo i buongustai di un tempo dovevano essere sitìle de canèla, gròse de curtèla, ossia rese ben sottili di spessore con il matterello e tagliate in bande larghe. Asciutte o in brodo, ad esse si adatta ogni tipo di condimento[7].
- i bìgoi: tipo di pasta a spaghetto, di spessore robusto e forte consistenza per l'alto numero di uova impiegato nella preparazione. Apprezzata è la varietà lavorata al torchio, in quanto attira i sughi e li rende gustosi. Vengono conditi con carni, verdure e pesci, costituendo un primo piatto molto saporito; molto amati e consumati frequentemente in quaresima e nei periodi di astinenza dalle carni erano i bìgoi còle sardèle, ossia con le sarde[8].
- il furmintì, tipo di pasta affine agli spaghetti, ma in genere più sottile. Conditi con burro e formaggio di grana, erano considerati un piatto leggero e nutriente. Nelle terre bresciane essi sono di uso molto antico, come testimonia un antico testo dialettale bresciano risalente al 1554[9].
- i capunsèi[10] rappresentano il piatto a base di pasta fresca più celebre e caratteristico della cucina delle colline moreniche del Garda, riconosciuto e classificato anche dalla Regione Lombardia. Detti anche “gnocchi di pane”, dalla forma cilindrica affusolata, possono essere consumati in brodo o asciutti e condito con burro fuso o ragù. Piccole varianti di ingredienti, introdotte dalla tradizione locale nel corso degli anni, hanno finito col caratterizzare la preparazione di questo piatto a seconda dei paesi[11]. Tortelli di zucca

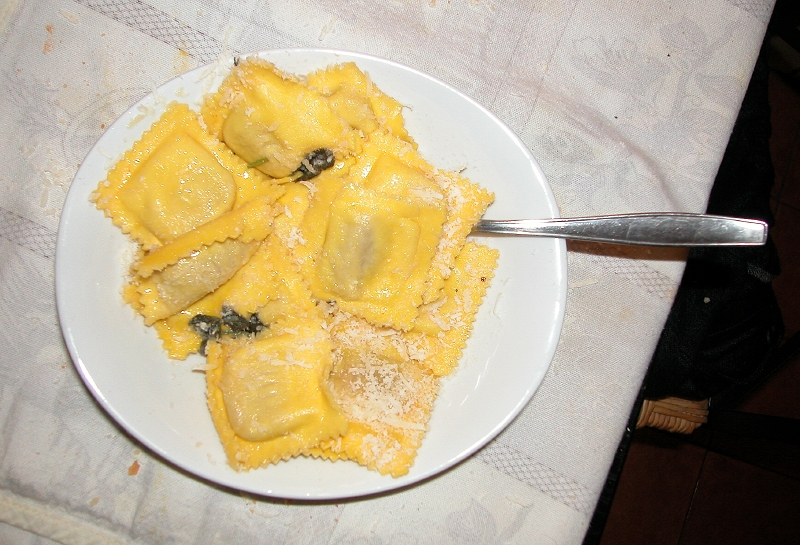
Tortelli di zucca

- il beèr en vì, nome dialettale del "bere in vino" o “sorbir d'agnoli”, è una minestra in brodo di carne che nella tradizione contadina veniva gustata con l'aggiunta di vino rosso[6].
- la panàda, piatto unico di umili origini ma molto sostanzioso preparato con pane raffermo, olio di oliva, formaggio grana, brodo[12].
- il tridarì, nome dialettale per "pasta trita", è un composto di pasta all'uovo e farina bianca che, fatto seccare, viene tritato e servito in minestra di brodo di carne[13].
- il Tortello Amaro di Castel Goffredo, piatto tipico della città.
- il tortello della Possenta e il tortello amaro di Ceresara[14].
- il tortello fior di verza, tipico della zona di Casaloldo, ha acquisito dal 2017 lo stato di "De.C.O." (Denominazione comunale d'origine)[15][16].
- i tortelli di zucca con sugo alla salamella: a Guidizzolo, i tortelli di zucca vengono serviti con un soffritto di pomodoro e salamella[17].
- le tagliatelle al sugo d'anatra, variante presente a Monzambano[18].

## Secondi piatti

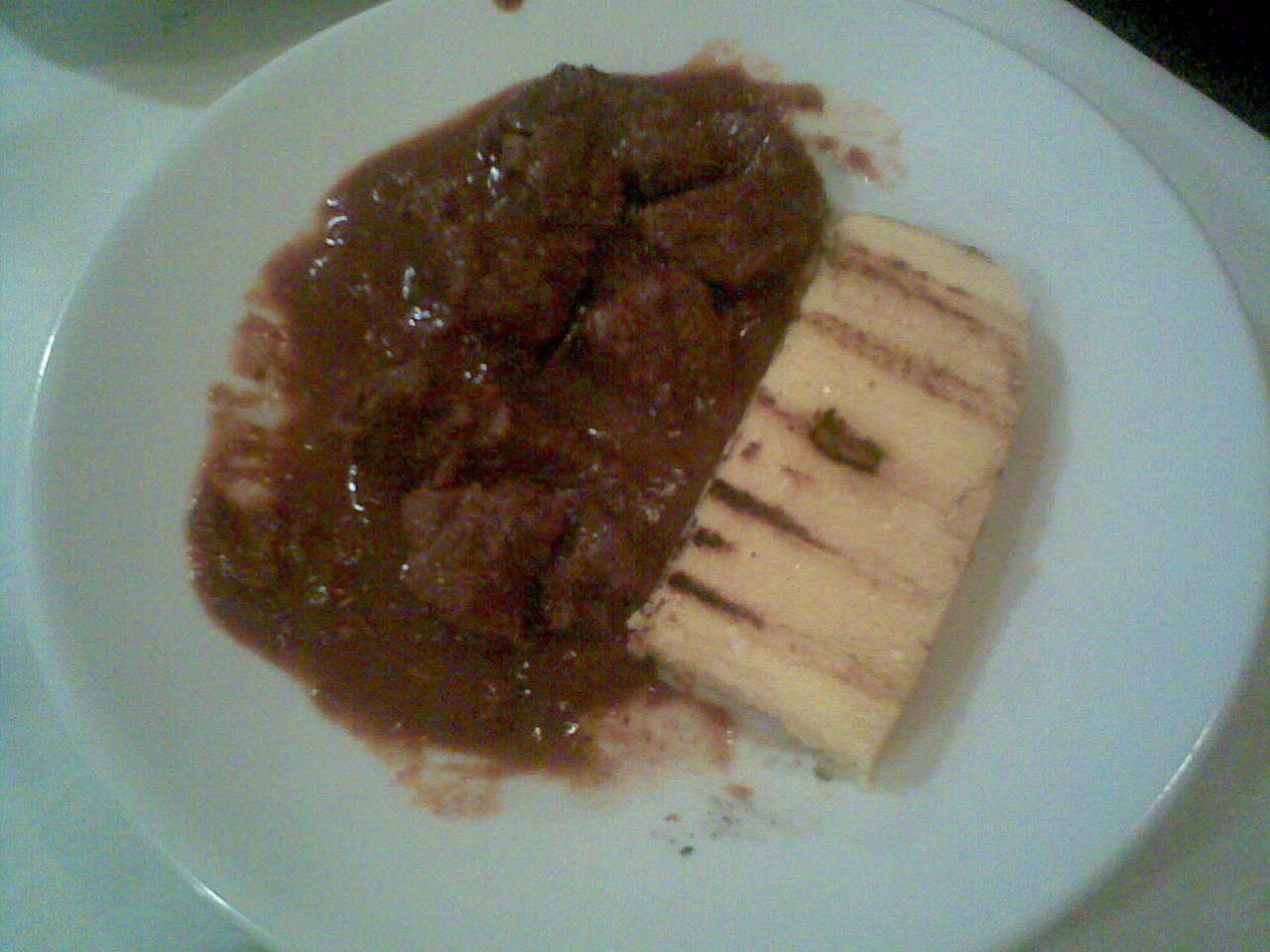
Spezzatino con polenta

- il tòcio, letteralmente “sugo, intingolo”, è un piatto in umido, al tempo della cucina povera preparato con rigaglie di pollo o parti poco pregiate di altri animali, lardo, cipolla, salvia, conserva di pomodoro, un bicchiere di vino bianco, sale e pepe. Il tutto posto a cuocere in un tegame e poi accompagnato da polenta o patate lesse[19].
- il luccio in salsa con polenta. Il pesce viene lessato in acqua e pulito dalle lische[18]. Come ingrediente di rilievo della cucina popolare tipicamente mantovana esso affonda le proprie radici in un passato lontano. Esso costituisce il secondo piatto che maggiormente caratterizza la tradizione gastronomica “di magro”, servito caldo o freddo a seconda delle stagioni o consuetudini alimentari. La polenta può essere fresca e morbida o abbrustolita[20].
- come secondi piatti vengono cucinati anche altri pesci di acqua dolce - pesce gatto, anguilla -, la selvaggina - lepre, fagiano - e le lumache[6].
- la gallina ripiena viene preparata utilizzando una gallina al cui interno è aggiunto un impasto costituito da pane grattugiato, sale, amaretti dolci, verdure, cipolla, carne tritata, mortadella. Viene lessata in acqua e servita calda.
- il salame cotto, piatto insaccato di carne suina a grana medio-fine e sottoposto a cottura in acqua bollente.[21]
- polenta e osei[22].

## Dolci
Fino a qualche decennio fa erano prodotti in casa oppure da pochi artigiani locali, o dagli ambulanti che seguivano le fiere di paese.
All'interno di abitudini culinarie molto povere esisteva una notevole varietà di dolci per forme e per sapori che dipendevano in gran parte dal corso dei prodotti stagionali come i grassi animali, disponibili dopo l'uccisione del maiale, o le uova al sopraggiungere della primavera, o ancora il mosto nel periodo successivo alla vendemmia.
- il sùgol è una sorta di crema dolce fatta con farina di grano stemperata nel mosto e cotta quindi sul fuoco fino ad ottenere la consistenza di un budino. Veniva consumato ancora caldo o una volta raffreddato in tazze o ciotole come dessert alla fine del pasto o come companatico, unito speso alla polenta. Viene ancora oggi preparato durante le prime settimane di ottobre, nel periodo successivo alla vendemmia. Il sugolo vero e proprio appare tipico della pianura che dal mantovano si estende al Veneto e all'Emilia, mentre è poco diffuso nel bresciano[23].

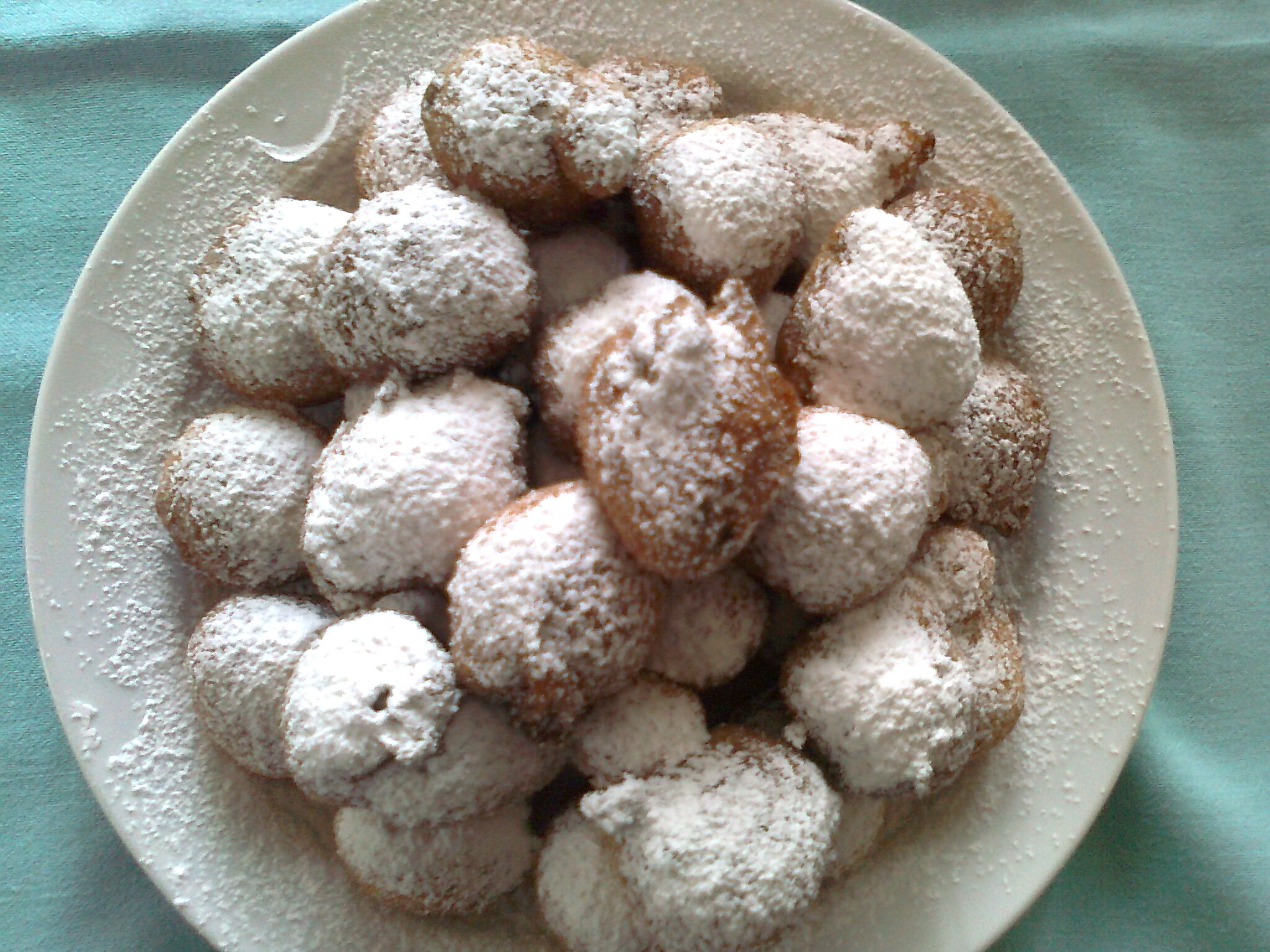
Frittelle di carnevale

- le chisòle, ossia schiacciate, preparate con strutto fresco soprattutto in occasione della ricorrenza di Sant'Antonio il 17 gennaio, vissuta con grande partecipazione nell'antica società agricola; erano di varia composizione, ora soffici e lievi ora invece più corpose per la presenza di ciccioli salati e saporosi[24].
- le frètule, in italiano frittelle, dolce tipico del periodo carnevalesco, anticamente cotte nello strutto (la cucina carnevalesca era ricca di piatti grassi e sostanziosi e in particolare di dolciumi)[25].
- le latùghe, altro dolce di carnevale, sfoglie di pasta fritta ricoperte di zucchero, così chiamate per il contorno pieghettato assunto nella cottura che richiama le foglie di lattuga[26].
- il pà di mòrc, ossia “pane dei morti”, dolce preparato essenzialmente con farina di grano, miele e frutta candita o conservata ad inizio novembre in occasione del ricordo dei morti[27].
- gli òs de mòrt, “ossi da morto”, dolce realizzato con farina bianca, mandorle tostate, zucchero e chiara d'uovo; confezionato in forma di piccoli bastoni, veniva posto nel forno molto caldo dove assumeva la forma, la consistenza ed il colore della ossa[28][29].
- il chisòl, dolce presente in ogni festa, è una ciambella casereccia confezionata con farina di frumento, uova, burro o strutto e arricchita con mandorle o uva sultanina e cotta quindi nel forno[30].
- il bisulà, affine al chisòl per ingredienti, è una ciambella fatta con farina e uova, a forma di anello[31].

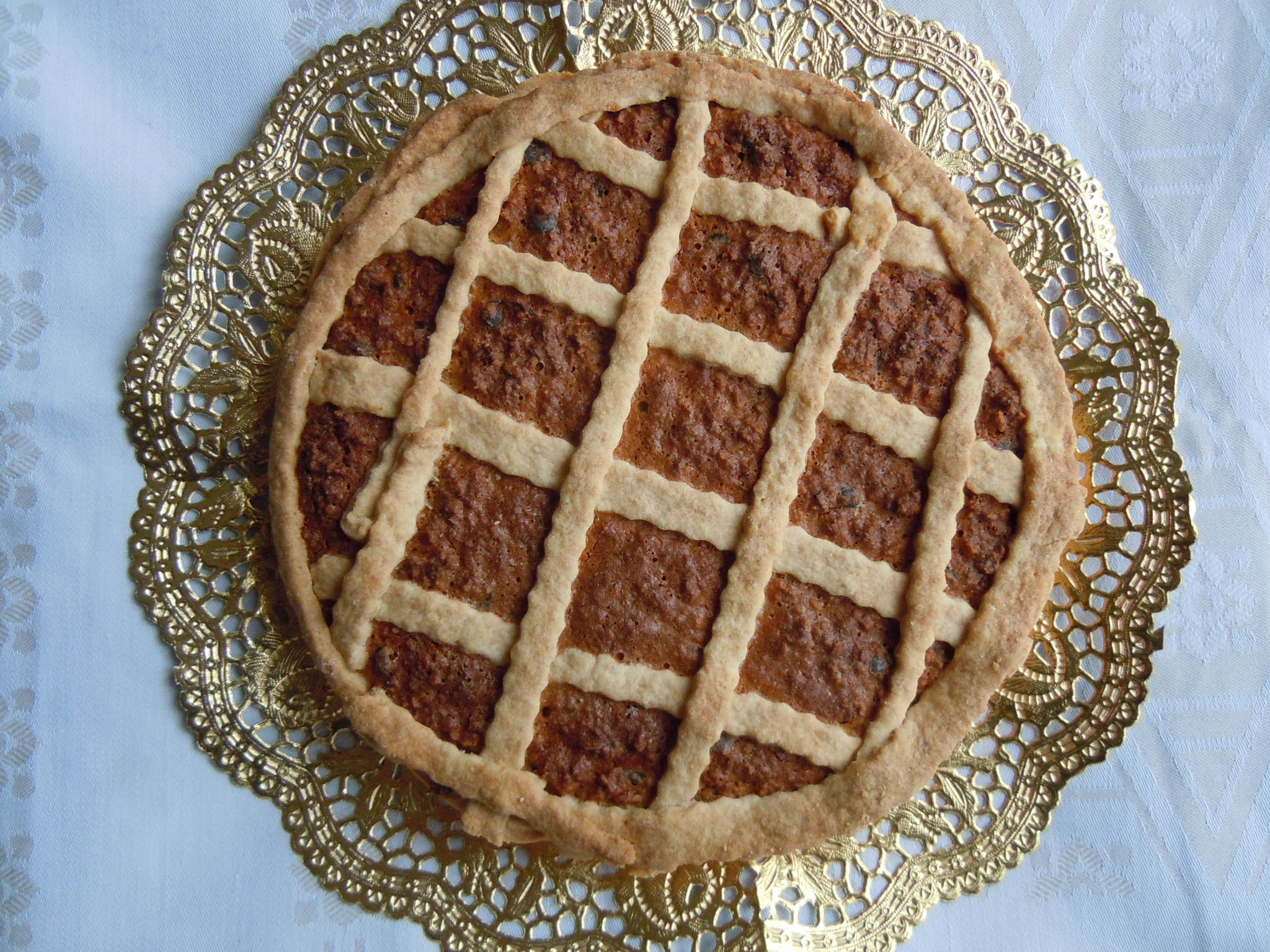
Torta di San Biagio di Cavriana

- la spungàda, dolce soffice, nutriente e di grande contenuto proteico perché confezionato con fior di farina, uova e quanto di meglio offrivano la dispensa o la stagione; veniva offerto in particolare alle puerpere.
- la mampòtula, un impasto di farina bianca, latte, strutto in modica quantità e un pizzico di lievito, cui si aggiungono talvolta fette sottili o piccoli pezzi di mela, steso quindi in padella e cotto sul fuoco[32].
- la Torta di San Biagio di Cavriana[33].
- l'anello di San Luigi, il dolce tipico di Castiglione delle Stiviere: si tratta di una semplice ciambella, soffice e profumata ricoperta da strati di mandorle croccanti spruzzate da zucchero velato[34].
- i fogassìn di Ponti sul Mincio, preparati con strutto, zucchero, lievito, sale, scorza grattugiata di limoni, vino bianco secco, farina bianca[35].

## Frutta
Importate da terre di montagna, anche vicine, le castagne si sono integrate solo parzialmente nelle abitudini alimentari dell'Alto Mantovano, costituendo, più che il pasto vero e proprio, un gustoso fine pranzo o cena oppure una merenda. Di varia qualità, iniziano ad essere consumate per San Martino, ora abbrustolite – castagne brustulìde (caldarroste) – ora lessate. Vari modi di cucinare le castagne:
- i peladèi: castagne private della buccia e lessate, spesso con una foglia di alloro.
- i tètoi: castagne lessate, tuttavia con la scorza.
- il mòndol: tipo di castagna seccata e privata della buccia: frutto duro e tenace, può essere sgranocchiato o messo in acqua perché si reidrati e si ammorbidisca.
- la patòna o patùna (castagnaccio), ottenuta da farina di castagne, unita a semplice acqua oppure a latte, pinoli e uva sultanina[36].